# Entrala (kommunhuvudort)
Entrala är en kommunhuvudort i Spanien.   Den ligger i provinsen Provincia de Zamora och regionen Kastilien och Leon, i den centrala delen av landet, 200 km nordväst om huvudstaden Madrid. Entrala ligger 704 meter över havet och antalet invånare är 159.
Terrängen runt Entrala är platt, och sluttar norrut. Runt Entrala är det glesbefolkat, med 13 invånare per kvadratkilometer. Närmaste större samhälle är Zamora, 8,5 km norr om Entrala. Trakten runt Entrala består till största delen av jordbruksmark.